# 弗朗西斯科·罗德里格斯·阿德拉多斯
弗朗西斯科·罗德里格斯·阿德拉多斯（西班牙語：Francisco Rodríguez Adrados，1922年3月29日—2020年7月21日），西班牙古典學家、语言学家、翻译家。知名于对希腊语言文化的研究。

## 生平
1922年3月29日生于西班牙萨拉曼卡。早年在萨拉曼卡大学学习古典哲学，1944年毕业后在马德里中央大学深造。1949年开始在马德里红衣主教西斯内罗斯学院教授希腊语课程。1951年转任巴塞罗那大学教授。1952年回到马德里中央大学任教（1968年改称马德里康普顿斯大学），直至1988年退休。1972年至1976年兼任国立远程教育大学希腊语系主任。主要研究方向为印欧语系语言学及历史文化，对希腊语言、方言、历史有深入研究，并将希腊文和梵文等经典著作翻译成西班牙文。
2020年7月21日在马德里逝世。

## 荣誉
1989年，《希腊语-西班语文词典》获亚里士多德·奥纳西斯基金会奖。
1990年，当选西班牙皇家语言学院院士。1994年，当选阿根廷文学研究院通讯院士。1996年，获授西班牙智者阿方索十世大十字勋章。
2003年，当选西班牙皇家历史学院院士。同年，当选雅典科学院外籍院士。2012年，获西班牙国家文学奖。2014年，获巴拿马大学荣誉博士学位。